# Perupiplärka
Perupiplärka (Anthus peruvianus) är en sydamerikansk fågelart i familjen ärlor inom ordningen tättingar.

## Utbredning och systematik
Arten förekommer enbart från kustnära norra Peru (Lambayeque) till allra nordligaste Chile (Tacna). Tidigare behandlades den  oftast som underart till gräspiplärka (Anthus lutescens) och vissa gör det fortfarande.

## Status
Arten har ett stort utbredningsområde och beståndet anses vara stabilt. Internationella naturvårdsunionen IUCN listar den därför som livskraftig (LC).